# 1614 en littérature
| Années de la littérature : 1611 - 1612 - 1613 - 1614 - 1615 - 1616 - 1617    |
| Décennies de la littérature : 1580 - 1590 - 1600 - 1610 - 1620 - 1630 - 1640 |

Cet article présente les faits marquants de l'année 1614 en littérature.

## Évènements
- 9 janvier : Madeleine de Souvré épouse Philippe Emmanuel de Laval-Bois-Dauphin, marquis de Sablé[1].
- 24 mai : Lope de Vega est ordonné prêtre à Madrid[2].
- 8 juin : Pietro Della Valle quitte Venise pour un voyage de douze ans en Orient. Il arrive à Constantinople le 15 août. Il part pour l’Égypte en septembre 1615, puis voyage en Iran et en Inde, d’où il rentre par mer en 1624. Il est à Rome en 1626. Son récit de voyage est publié en 1650[3].

## Parutions
- Walter Raleigh, The History of the World, vol. 1, Walter Burre, 1614 (présentation en ligne). Sir Walter Raleigh publie son « Histoire du monde », restée inachevée.

- Roemer Visscher, Sinnepoppen, Amterdam, Willem Jansz, 1614 (présentation en ligne), un livre d'emblèmes.

- Alonso Fernández de Avellaneda, Segundo tomo del ingenioso hidalgo Don Quijote de la Mancha, Tarragone, Felipe Roberto, 1614. Une suite apocryphe du Don Quichotte, en fait écrite par le moine Fray Allianga. Cette suite va inciter Cervantes à publier sa propre seconde partie l'année suivante[4].
- Miguel de Cervantes, L'Ingénieux don Quixote de la Manche : première partie, Paris, Jean Fouet, 1614, première traduction française par César Oudin[5].

## Naissances
- 1er avril : Charles de Saint-Évremond, moraliste et critique libertin français  († 1703).

## Décès
- 15 juillet : Pierre de Bourdeille dit Brantôme, abbé de Brantôme, écrivain français (né en 1540).

- Francisco de Andrade (pt), historien et poète portugais (né en 1540).